# SMS Preußen

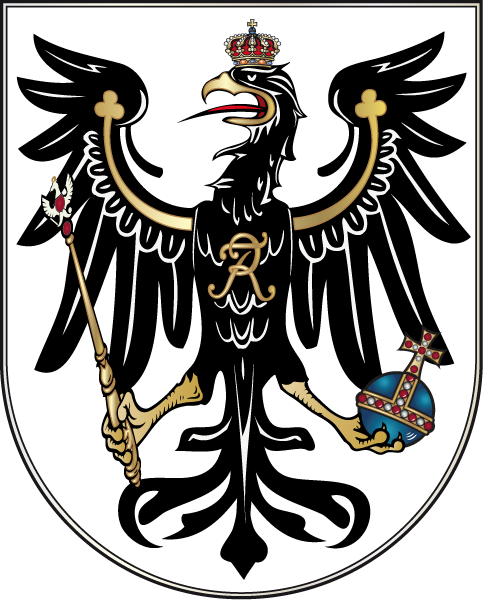
Emblème du SMS Preußen

Le SMS Preußen est un cuirassé pré-dreadnought de la marine impériale allemande appartenant à la classe Braunschweig. Il a été lancé en 1903. Ses sister-ships sont les SMS Braunschweig, SMS Hessen, SMS Elsaß et SMS Lothringen.

## Service
Le navire a été construit pour un coût de 23 990 000 marks  par la compagnie AG Vulcan de Stettin, mis sur quille en avril 1902 et lancé le 30 octobre 1903.
Il est affecté en 1905 à la IIe escadre de combat de la Hochseeflotte, où servaient déjà ses trois sister-ships existants. En 1911, trois des quatre dreadnoughts, plus modernes, de la classe Helgoland rejoignent la Ire escadre de combat. N'y reste qu'un seul pré-dreadnought, le SMS Elsaß. Le SMS Preußen et les sept autres navires des classes Braunschweig et classe Deutschland forment la IIe escadre de combat. Le Preußen participe à la croisière impériale des eaux norvégiennes de juillet 1914, mais celle-ci est écourtée à cause de la crise de juillet qui suit l'assassinat de l'archiduc François-Ferdinand et qui débouche sur la Première Guerre mondiale.
L'équipage est informé de l'ultimatum de l'Autriche-Hongrie à la Serbie, le 25 juillet 1914, et le navire retourne en Allemagne d'urgence, afin de rejoindre le reste de la Hochseeflotte, le lendemain.

### Première Guerre mondiale
Après la déclaration de guerre, la stratégie de la Hochseeflotte est de harceler la Grand Fleet pour en détruire une partie, afin d'arriver à l'égalité numérique, puis de mener une bataille navale au sud de la mer du Nord pour la vaincre définitivement. La première opération à laquelle participe le cuirassé est d'assurer le soutien du bombardement des côtes anglaises de Scarborough, Hartlepool et Whitby, par l'escadre de croiseurs du vice-amiral von Hipper, le 15 et 16 décembre 1914. Dans la nuit du 15 décembre, la flotte allemande approche à dix nautiques (19 km) d'un escadron britannique de six navires de combat isolés, mais l'obscurité et le brouillard trompent l'amiral von Ingenohl qui pense se trouver près de la flotte ennemie dans sa presque totalité. Il donne donc l'ordre de cesser l'engagement et de retourner en Allemagne. Il sera limogé ensuite par Guillaume II qui avait donné l'ordre de se retirer, selon les informations erronées de l'amiral. Ce dernier avait été pourtant un familier de l'empereur depuis de nombreuses années.
Le SMS Preußen ne participe pas à la bataille du Jutland, car il se trouvait alors assigné temporairement à des missions de surveillance côtières dans la mer Baltique. Le vice-amiral Scheer, à la suite de la bataille du Jutland, estime que les pré-dreadnoughts sont trop vulnérables, et les retire de l'escadre. En conséquence, le Preußen poursuit son service en Baltique jusqu'en 1917, date à laquelle il est en service à Wilhelmshaven en tant que tender. Il y demeure jusqu'à la fin de la guerre.

### Après-guerre
Le SMS Preußen fait partie des quelques navires qui ont le droit de rester en Allemagne, après le traité de Versailles. Il entre dans la Reichsmarine, lorsque celle-ci est créée peu après. Il sert de navire-parent et dépôt à des dragueurs de mines de type F à Wilhelmshaven, jusqu'en 1929. Il est alors rayé des cadres et détruit en 1931.

## Données techniques
- Longueur: 127,7 m
- Largeur: 22,2 m
- Tirant d'eau: 8,1 m
- Déplacement: 14 394 t
- Vitesse: 18 nœuds
- Équipage: 35 officiers et 708 hommes d'équipage

## Notes

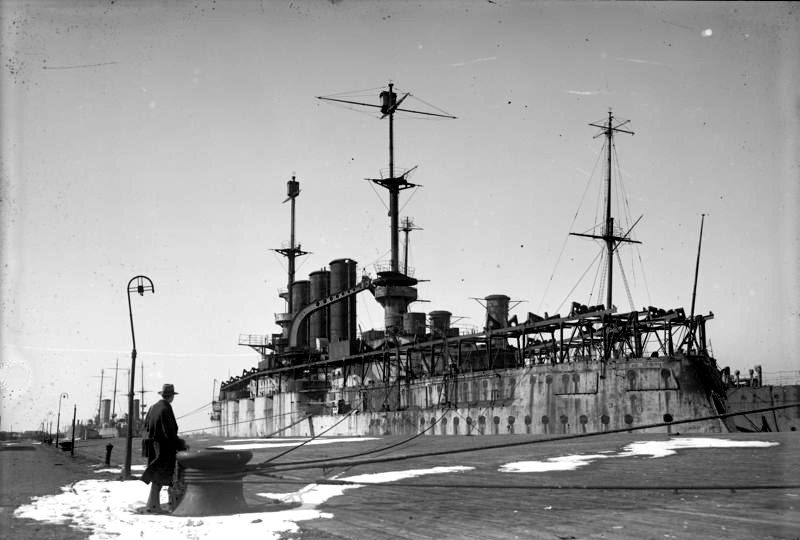
Le SMS Preußen à quai et désarmé à Wilhelmshaven, à la fin de sa carrière